# Seekühe
Die Seekühe (Sirenia) sind eine Ordnung pflanzenfressender Säugetiere mit heute noch vier lebenden Arten. Sie werden zur Überordnung der Afrotheria gezählt; unter den heute noch lebenden Tieren sind die Elefanten ihre nächsten Verwandten. Neben den Walen und den Robben sind Seekühe das dritte größere Taxon meeresbewohnender Säugetiere (Meeressäuger). Anders als Robben haben sie keine zur Bewegung an Land geeigneten Gliedmaßen. Im Gegensatz zu Walen halten Seekühe sich stets in Küstennähe, sogar im Süßwasser und oft in sehr flachem Wasser auf.

## Merkmale

### Äußere Anatomie

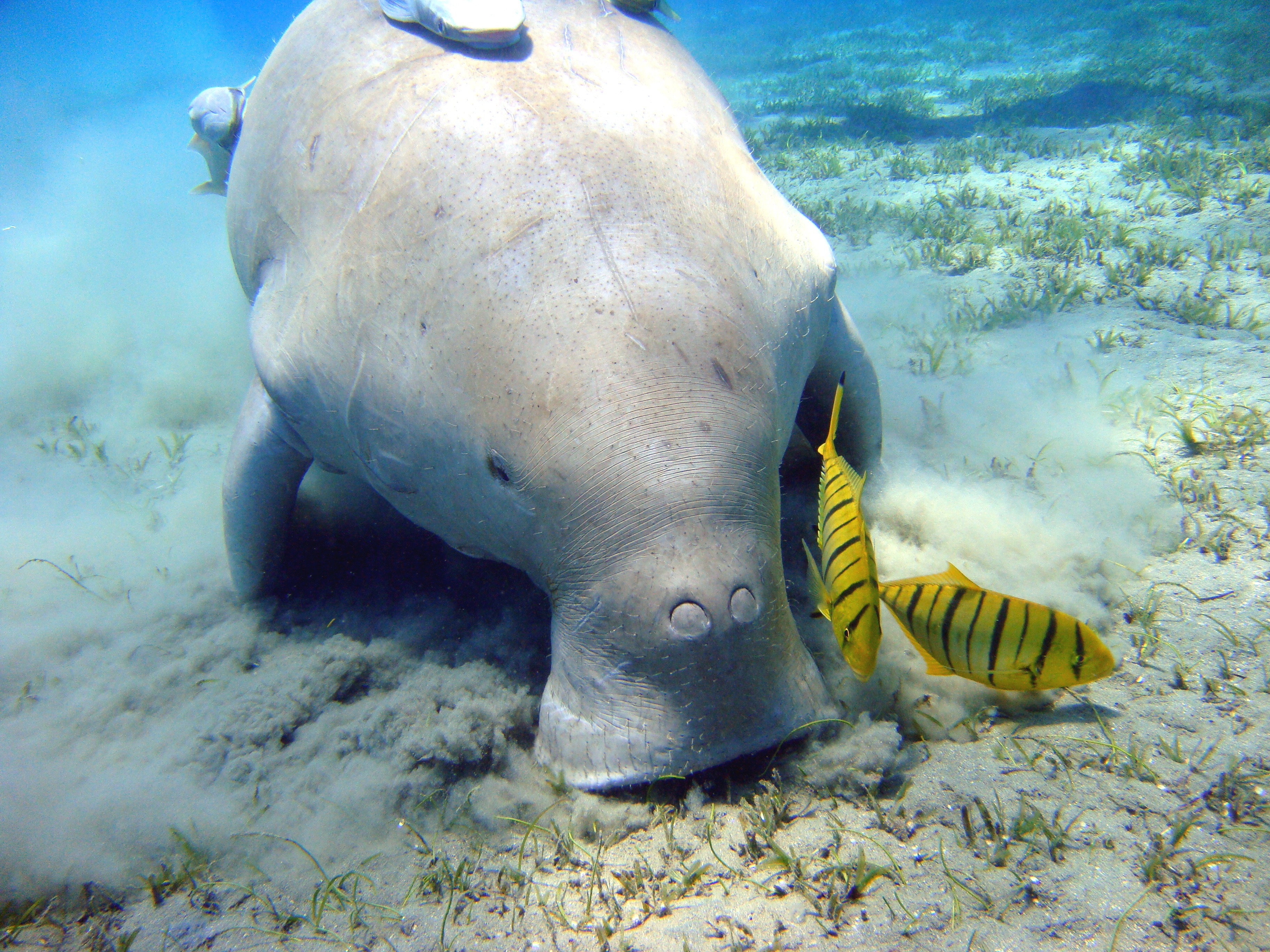
Dugong

Seekühe sind massige Tiere mit einem zylindrischen Körper. Die rezenten Arten erreichen Körperlängen von 2,50 bis vier Metern, Stellers Seekuh (Hydrodamalis gigas), die im 18. Jahrhundert innerhalb von nur 27 Jahren nach ihrer Entdeckung ausgerottet wurde, wurde sogar bis 8 Meter lang. Dabei variiert das Gewicht bei den rezenten Arten zwischen 250 und maximal 1500 Kilogramm. Die Vorderbeine der Tiere sind zu Flossen umgewandelt, die Hinterbeine sind gänzlich rückgebildet. Eine Rückenfinne wie bei den meisten Walen gibt es nicht, der Schwanz ist zu einer waagerechten Flosse umgebildet. Dabei bildet ein umgebildeter Hautmuskel, der dorsale Musculus panniculus carnosus, den Hauptschlagmuskel der Schwanzflosse. Die Form der Schwanzflosse ist das deutlichste äußere Unterscheidungsmerkmal zwischen den zwei rezenten Familien. Während Gabelschwanzseekühe eine halbmondförmige Fluke besitzen, ist sie bei den Rundschwanzseekühen kreis- oder spatenförmig.
Die Schnauze ist deutlich vom Kopf abgesetzt und stumpf. Sie ist von harten Tasthaaren umgeben. Die Nasenlöcher liegen auf der Oberseite der Schnauze. Verglichen mit dem Rumpf ist der Kopf verhältnismäßig groß, das Gehirn zählt aber mit einem Gewicht von nur 250 bis 350 Gramm im Verhältnis zur Körpergröße zu den kleinsten, die man unter Säugetieren finden kann.
Die Haut ist sehr dick und faltig, wobei bei den heute noch lebenden Seekühen, die in tropischen Gewässern leben, die Epidermis sehr dünn ist. Stellers Seekuh hatte dagegen als Anpassung an die polaren Gewässer eine sehr dichte Epidermis mit bis zu 7,5 Zentimetern Dicke, der sie auch den Namen „Borkentier“ verdankte. Das Fell der Seekühe ist auf wenige Borsten im Bereich der Mundöffnung sowie einzelne Haare am Rumpf beschränkt, Embryonen haben dagegen noch ein vollständiges Haarkleid, und auch bei Neugeborenen sind deutlich mehr Haare vorhanden als bei den ausgewachsenen Tieren.

### Bau des Skeletts

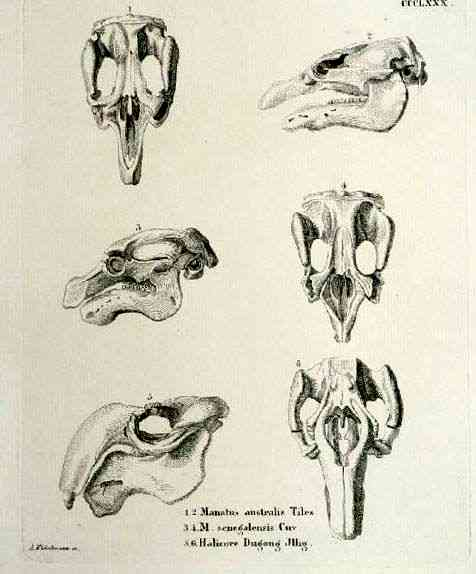
Schädel verschiedener Seekühe: Karibik-Manati, Afrikanischer Manati, Dugong (nach Johann Andreas Fleischmann)

Wie bei den Walen kam es auch bei den Seekühen zu einer starken Pachyostose, also einer Dickenzunahme der Knochen des Skeletts, sowie einer Verdichtung der Knochensubstanz, indem die Haversschen Kanäle sowie die Markhöhle reduziert wurden. Das Skelett, und damit das gesamte Tier, wurde dadurch schwerer und der statische Auftrieb im Wasser verringert, zugleich sind die Knochen weniger flexibel und brechen leichter. Der Schädel besitzt eine sehr stark verlängerte, durch das Praemaxillare gebildete Schnauzenregion (Rostrum), welche beim Dugong noch zusätzlich vorn nach unten abgeknickt ist. Die Jochbogen sind sehr breit und liegen relativ hoch am Schädel. An diesen inseriert die sehr massive Kaumuskulatur mit dem großen Musculus masseter. Die Nasenöffnungen liegen sehr weit nach hinten verschoben auf der Dorsalseite des Schädels. Der hintere Teil des Schädels, der aus Hirn- und Schläfenregion gebildet wird, ist vergleichsweise klein.

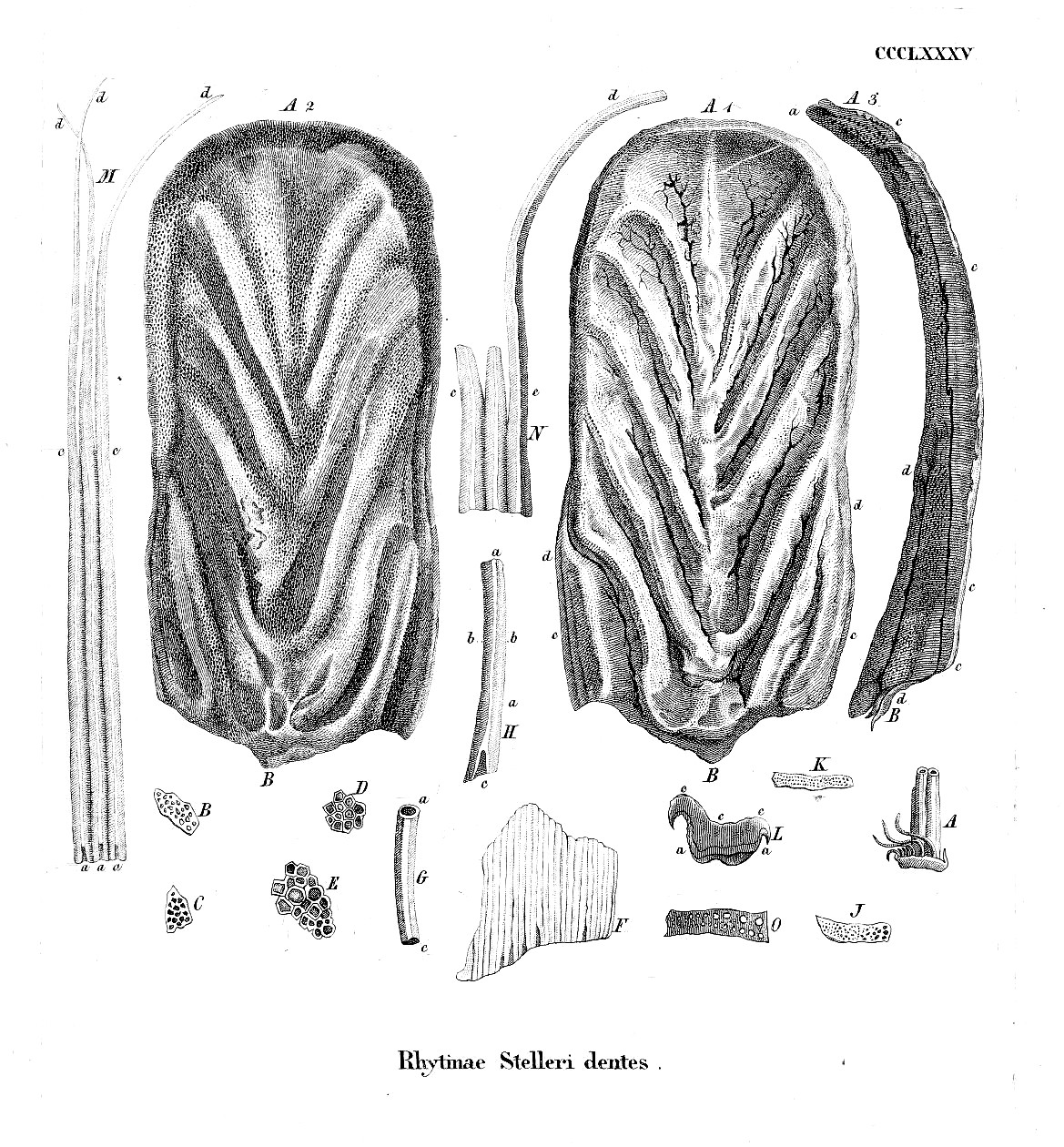
Bezahnung der ausgestorbenen Stellerschen Seekuh

Die Bezahnung ist bei den einzelnen Taxa unterschiedlich. Bei den Rundschwanzseekühen sind die Schneidezähne zurückgebildet, bei den Dugongs bildet der erste Schneidezahn bei den Männchen einen kurzen Stoßzahn, beim Weibchen bleibt er im Kiefer. Die Eckzähne fehlen bei allen rezenten Arten ganz. Der Zahnwechsel erfolgt wie bei den Elefanten horizontal (Horizontaler Zahnwechsel), dies hat sich in beiden Gruppen allerdings unabhängig voneinander entwickelt. Dabei wachsen die Backenzähne (Prämolaren und Molaren) nacheinander aus dem Kiefer aus und werden an der Vorderkante abgenutzt. Bei den fossilen Stammgruppenvertretern ist das Gebiss noch vollständig erhalten, und damit war nur ein normaler Zahnwechsel möglich. Der vordere Teil des Gaumens ist mit Hornplatten ausgekleidet, die vermutlich beim Fressen helfen. Auch die kurze Zunge ist verhornt.
Die Anzahl der Wirbel ist je nach Art unterschiedlich. Die Rundschwanzseekühe besitzen als einzige Säugergruppe neben dem Hoffmann-Zweifingerfaultier (Choloepus hoffmanni) nur sechs Halswirbel, der Dugong und auch die ausgestorbene Stellers Seekuh haben sieben Halswirbel. Darauf folgen 17 (Trichechus, Hydrodamalis) oder 19 (Dugong) Brustwirbel und zwei (Trichechus) bzw. vier bis fünf (Dugong) Lendenwirbel. Die Rudimente des Beckens sind nicht oder nur durch ein Band mit der Wirbelsäule verbunden, entsprechend ist nur ein Sakralwirbel vorhanden. Der Schwanz besteht aus 22 bis 24 (Trichechus) bzw. 28 bis 29 (Dugong) Schwanzwirbeln.
Das Becken ist bis auf ein Rudiment vollständig reduziert, dabei handelt es sich um eine Spange des Sitzbeins, die im Muskelgewebe eingebettet ist. Die Hinterextremitäten fehlen vollständig. Die Vorderextremitäten sind zu paddelähnlichen Flossen umgebildet. In der Schulter ist das Schlüsselbein (Clavicula) reduziert, und das Schulterblatt (Scapula) kann dreieckig (Trichechus) oder sichelförmig (Dugong) sein. Die Hand besitzt fünf knöcherne Fingerstrahlen, die in Muskulatur eingebettet sind, und alle Gelenke sind im Gegensatz zu denen der Flossen der Wale beweglich.

### Innere Anatomie
Die Lunge nimmt bei den Seekühen, wie bei den anderen Säugern auch, den gesamten Raum oberhalb des Zwerchfells ein. Dieses ist jedoch sehr stark in die horizontale Ebene gestreckt und reicht dabei bis kurz vor die Beckenrudimente, wodurch die Lunge im Rückenbereich liegt. Durch diese Lage wird der Auftrieb, der durch die luftgefüllten Lungen erzeugt wird, über die Horizontalebene der Tiere verteilt, was es ihnen ermöglicht, stabil im Wasser zu liegen und zu schwimmen. Das Herz liegt in Kopfnähe zwischen den Lungen und besitzt wie das der Elefanten einen tiefen Einschnitt zwischen den beiden Ventrikeln an der Herzspitze. Dadurch ist es zweizipfelig – ein Merkmal, das sich nur bei ihnen und den Rüsseltieren findet und ihre Verwandtschaft begründet (Autapomorphie).
Der Magen-Darm-Trakt besteht aus einem einkammerigen Magen mit anschließendem Zwölffingerdarm (Duodenum), der eine große Ausbuchtung, die Ampulla duodeni, besitzt, sowie einem daran anschließenden Darm, der etwa das 20-Fache der Körperlänge des Tieres ausmacht. Der Magen und die Ampulla dienen vor allem der Speicherung der aufgenommenen und sehr gut durchgekauten Nahrung, die eigentliche Verdauung findet im anschließenden Darm statt. Die Nahrung braucht im Schnitt fünf Tage, bis sie fertig verdaut ist und ausgeschieden wird.
Die Eierstöcke der Weibchen befinden sich nahe der Bauchwand. Die Gebärmutter ist zweihörnig (Uterus bicornis), wodurch die beiden Hälften durch eine Scheidewand (Septum) getrennt sind. Auch die Hoden der Männchen liegen im Bauchraum, der Penis liegt unter der Bauchhaut in einer eigenen Penisfalte. Die Muskulatur des Penis setzt am Sitzbeinrudiment des Beckens an.

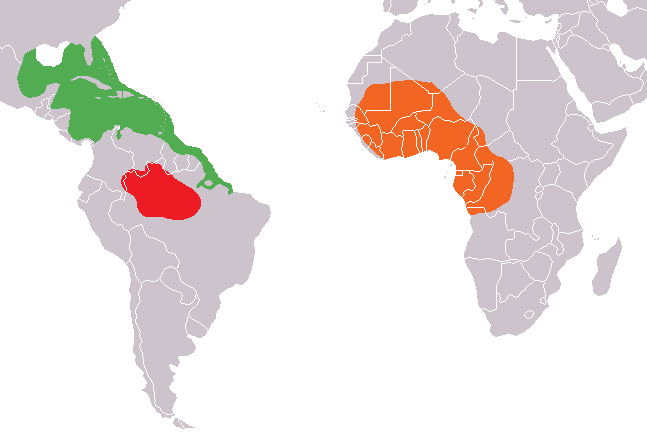
Verbreitung der Rundschwanzseekühe (grün: Karibik-Manati; rot: Amazonas-Manati; orange: Afrikanischer Manati)

## Verbreitung und Lebensraum

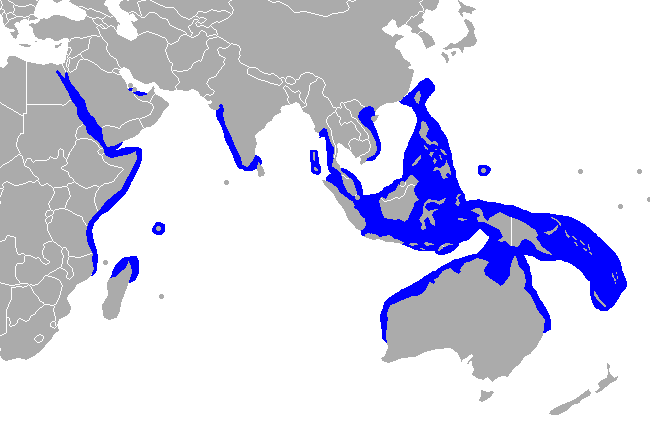
Verbreitungsgebiet des Dugongs (blau)

Die Verbreitungsgebiete der heute lebenden Seekühe überschneiden sich nicht und liegen teilweise sehr weit voneinander entfernt. So findet man die einzige heute noch lebende Art der Gabelschwanzseekühe (Dugongidae), den Dugong (Dugong dugon), ausschließlich an Meeresküsten des Indischen Ozeans, einschließlich des Roten Meeres, und des südwestlichen Pazifischen Ozeans vor. Die Arten der Rundschwanzseekühe (Trichechidae) leben zum einen im Golf von Mexiko vor den Küsten Floridas und den südöstlichen USA, den Küsten Mittelamerikas und der Karibischen Inseln sowie den nördlichen Küsten Südamerikas (Karibik-Manati, Trichechus manatus), daneben im Gebiet des Amazonas in Südamerika (Amazonas-Manati, Trichechus inunguis) und schließlich an den Küsten Westafrikas zwischen dem Senegal und dem nördlichen Angola und in den dortigen Flusssystemen wie dem Niger und anderen westafrikanischen Flüssen (Afrikanischer Manati, Trichechus senegalensis).
Während alle heute noch lebenden Arten in tropischen Gewässern leben, lag der Lebensraum der ausgestorbenen Stellerschen Seekuh in den polaren Gewässern des Beringmeeres.

## Lebensweise
Sowohl über die Lebensweise als auch über das Sozialverhalten der Seekühe ist nur sehr wenig bekannt. Sie leben im Normalfall einzeln oder in kleinen Familienverbänden, manchmal kommt es auch zur Bildung größerer Gruppen mit mehreren hundert Tieren. Dabei gibt es kaum soziale Bindungen mit Ausnahme der Mutter-Kind-Beziehung, die etwa zwei Jahre andauert. Ein Tag-Nacht-Rhythmus ist nicht ausgeprägt, diese Tiere können sowohl am Tag als auch in der Nacht aktiv sein. Die Kommunikation erfolgt vor allem akustisch und taktil. Zwischen Mutter und Kind kommt es zu so genannten Mutter-Kind-Duetten, die in einem Frequenzbereich von 600 bis 6.000 Hertz erfolgen.
Seekühe bewegen sich stets langsam treibend und schwimmend. Dabei kommen ausgewachsene Seekühe etwa alle ein bis fünf Minuten an die Wasseroberfläche, um zu atmen. Ausgedehntere Tauchgänge können bis etwa 20 Minuten dauern. Außer dem Menschen haben Seekühe nur sehr wenige natürliche Feinde. Dazu gehören in den Meeresgebieten vor allem größere Haie und der Große Schwertwal, in den Flüssen vor allem Krokodile und in Südamerika zusätzlich der Jaguar.

## Ernährung

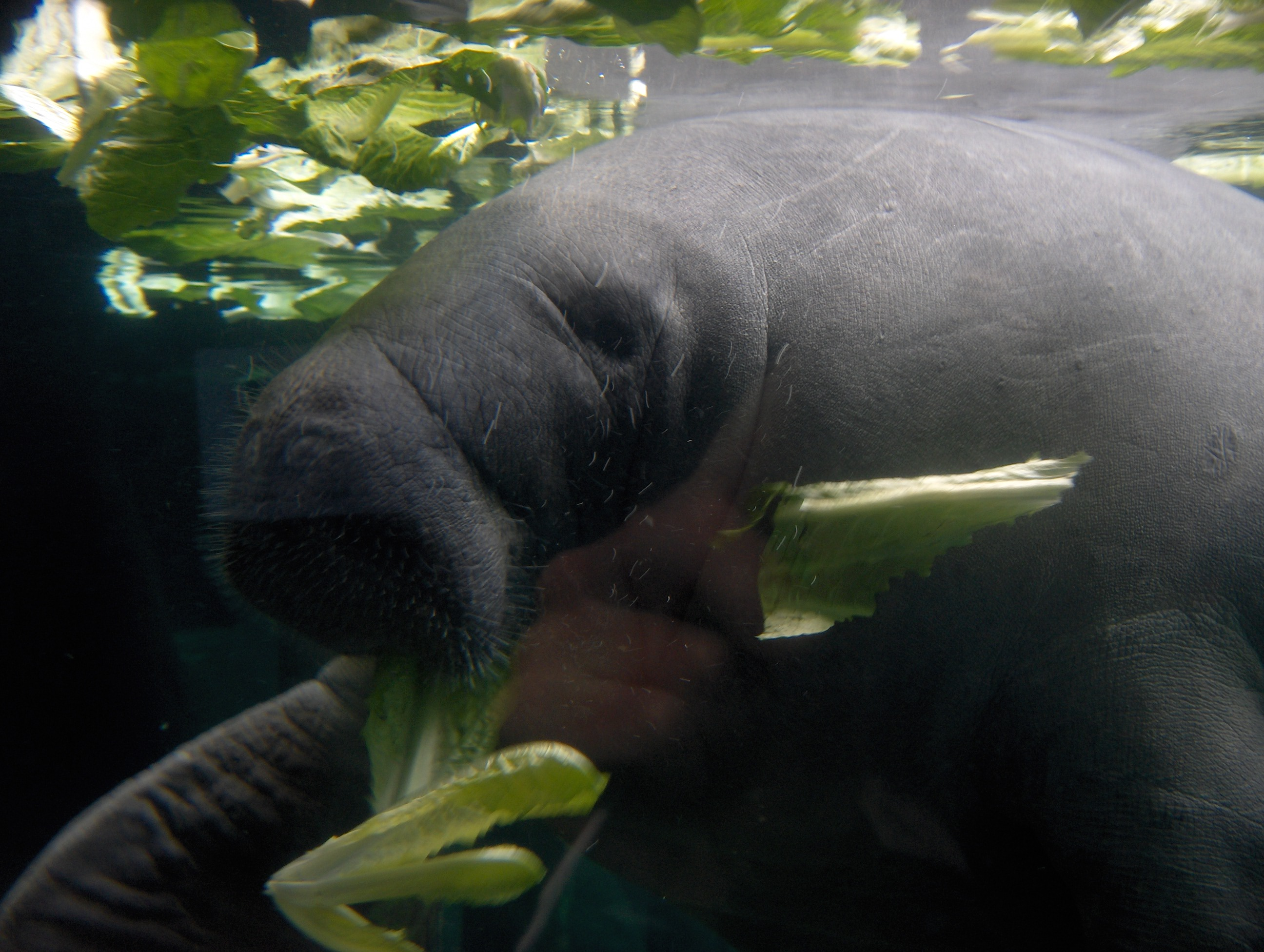
Karibik-Manati

Seekühe ernähren sich vorwiegend pflanzlich, ihre Nahrung besteht aus Seegras, Algen und anderen Wasserpflanzen sowie für sie erreichbaren Blättern von Mangrovenbäumen. Manatis brauchen etwa 90 Kilogramm pflanzliche Nahrung an einem Tag, sie sind im Schnitt täglich sechs bis acht Stunden mit Fressen beschäftigt. Während die Manatis vor allem im Bereich der Wasseroberfläche fressen und die Süßwasserarten vor allem Wasserhyazinthen und Grasinseln auch von oben abweiden, fressen Dugongs ausschließlich am Meeresboden. Stellers Seekuh ernährte sich vor allem von Tang.
Unklar ist, in welchem Ausmaß sie auch tierische Nahrung zu sich nehmen. Wohl unbeabsichtigt verzehren sie mit der pflanzlichen Nahrung auch kleine Wirbellose, welche die Tiere mit Protein versorgen. Es gibt Berichte, wonach Tiere in Gefangenschaft mit Begeisterung Fische gefressen haben. In Jamaika wurden Karibik-Manatis beobachtet, die Fische aus Netzen geholt und verzehrt haben.

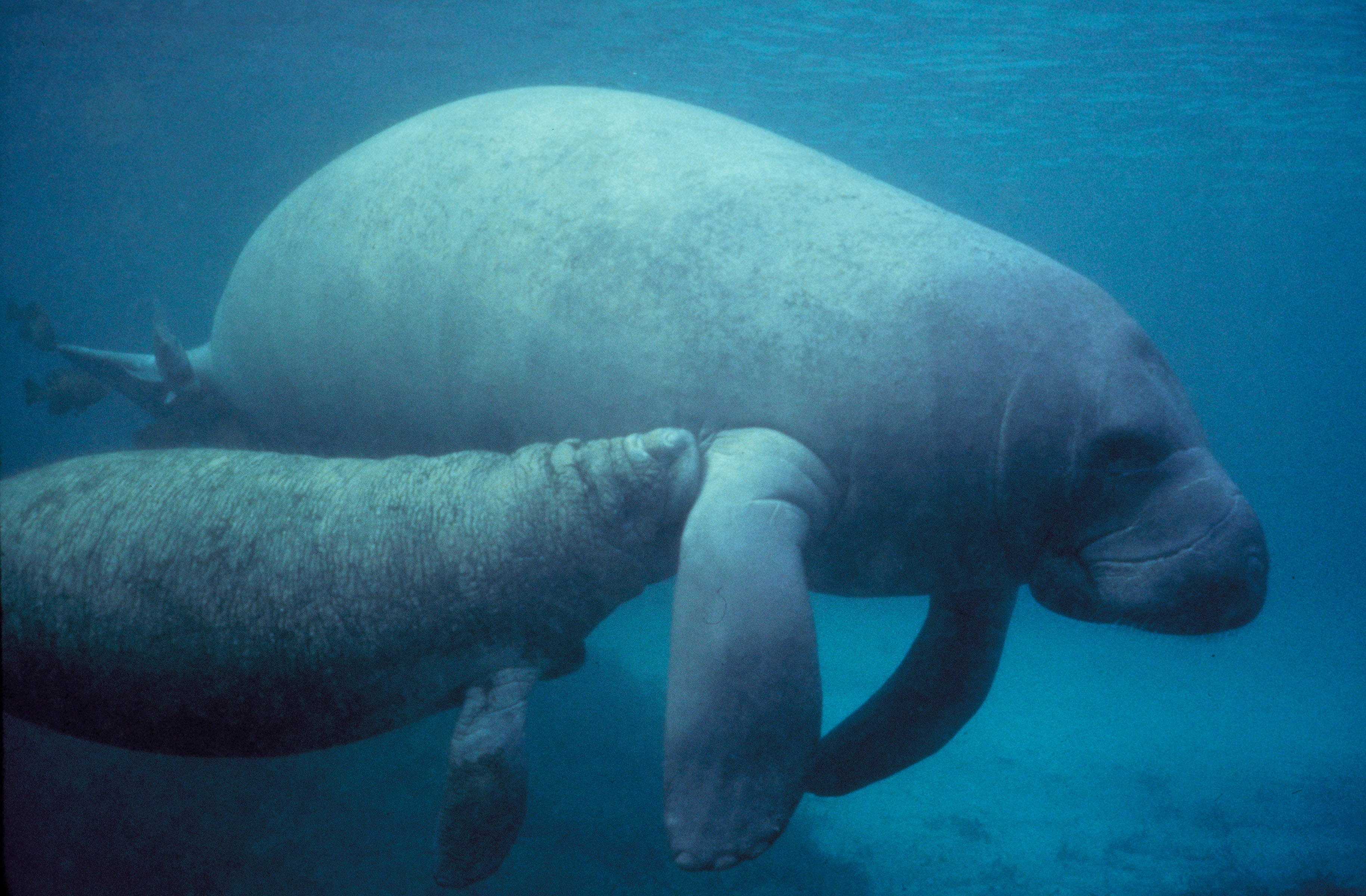
Karibik-Manati mit Kalb

## Fortpflanzung und Entwicklung
Bei den Seekühen gibt es weder eine zeitlich begrenzte Paarungszeit noch ein spezifisches Paarungsverhalten. Das Weibchen hat mehrfach im Jahr einen Eisprung und verpaart sich im Wasser mit mehreren Männchen, wobei keine Rivalenkämpfe ausgetragen werden. Die Zygote bettet sich zentral in die Gebärmutter ein. Die Versorgung des Embryos bzw. Fötus erfolgt über eine Gürtelplazenta (Placenta zonaria). Das Jungtier wird nach etwa 12 bis 14 Monaten Tragezeit im Wasser geboren und schwimmt direkt aktiv zur Wasseroberfläche. Es wiegt zu diesem Zeitpunkt zwischen 10 und 30 Kilogramm. Während der folgenden 18 Monate wird das Jungtier von der Mutter gesäugt, danach bleibt es noch einige Monate im direkten Umfeld der Mutter. Mit sechs bis zehn Jahren werden Seekühe geschlechtsreif, insgesamt erreichen Manatis ein Lebensalter von etwa 40 Jahren und Dugongs eines von 60 Jahren.

## Stammesgeschichte

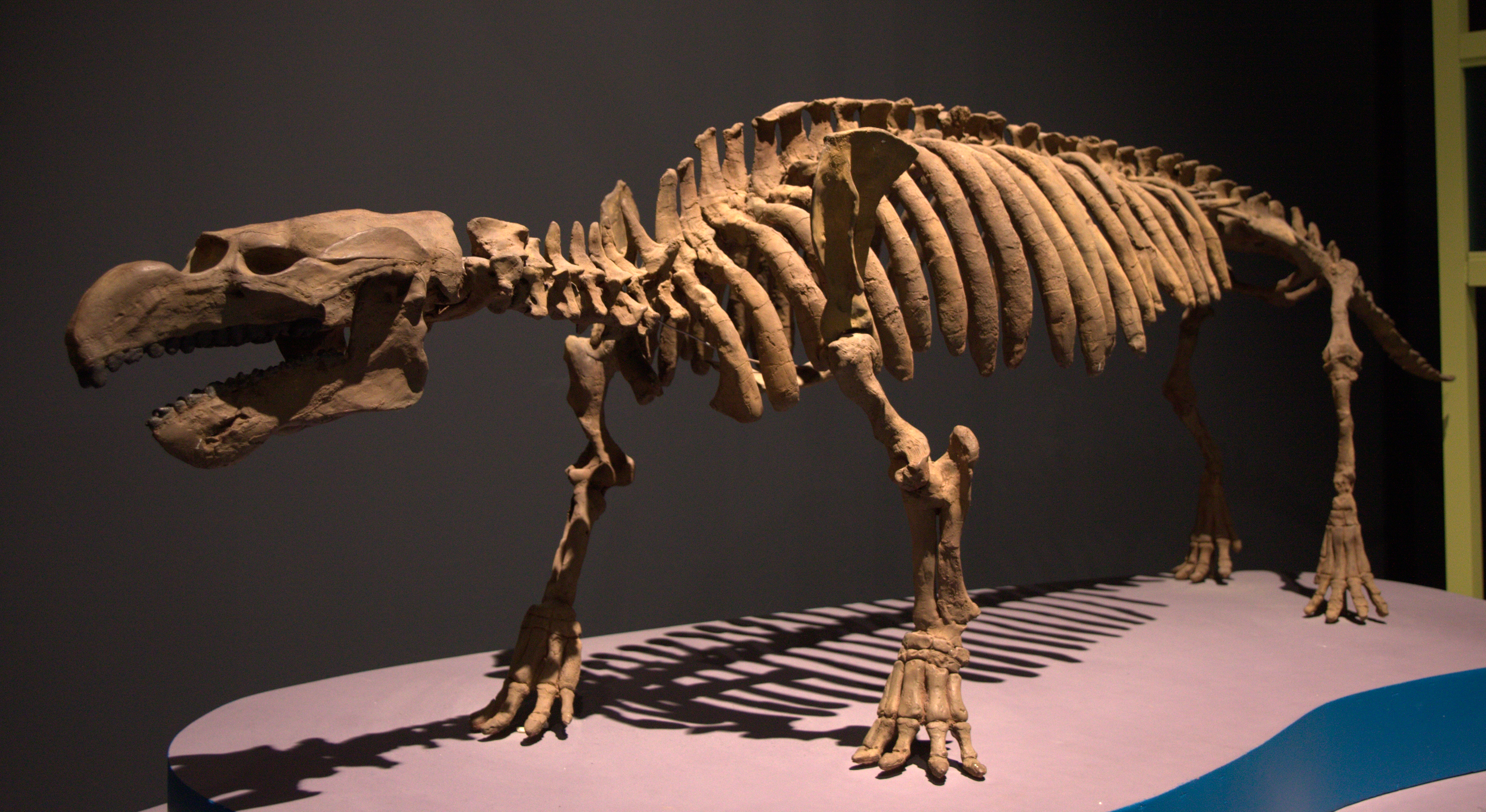
Skelett der ausgestorbenen quadrupeden Seekuh Pezosiren aus dem frühen Eozän von Jamaika

Erste bekannte seekuhartige Fossilien stammen aus dem frühen Eozän Ungarns und sind etwa 50 Millionen Jahre alt. Es handelte sich um vierbeinige Pflanzenfresser, die sich noch an Land bewegen konnten, aber wahrscheinlich bereits hauptsächlich im flachen Wasser lebten. In den kommenden Jahrmillionen waren Seekühe sehr erfolgreich, wie zahllose Fossilienfunde aus den Randbereichen der Tethys belegen. So konnten Fossilien vor allem an den Küsten des heutigen Nordamerika und Europa sowie Nord- und Ostafrika, Indien, Pakistan und Java gefunden werden. Schon bald hatten sich die Hinterbeine der Tiere zurückgebildet, dafür entwickelte sich eine horizontale Schwanzflosse.
Während des Eozäns bildeten sich die Seekuhfamilien der Prorastomidae (†), der Protosirenidae (†) und der Gabelschwanzseekühe. Die Rundschwanzseekühe entstanden je nach Lehrmeinung ebenfalls am Ende des Eozäns oder erst im Miozän (vor etwa 23 Mio. Jahren). Von den beiden erstgenannten Familien findet sich bereits im Oligozän (vor 23 bis 34 Mio. Jahren) keine Spur mehr, so dass es seither nur noch die rezenten Familien der Gabel- und Rundschwanzseekühe gibt. Im Miozän und Pliozän (bis vor etwa 2 Mio. Jahren) waren Seekühe sehr viel häufiger und artenreicher als heute. Vermutlich war der Klimawandel des Pleistozäns mit seinen Eiszeiten verantwortlich dafür, dass sie heute nur noch eine Restgruppe mit wenigen Arten sind.

## Systematik

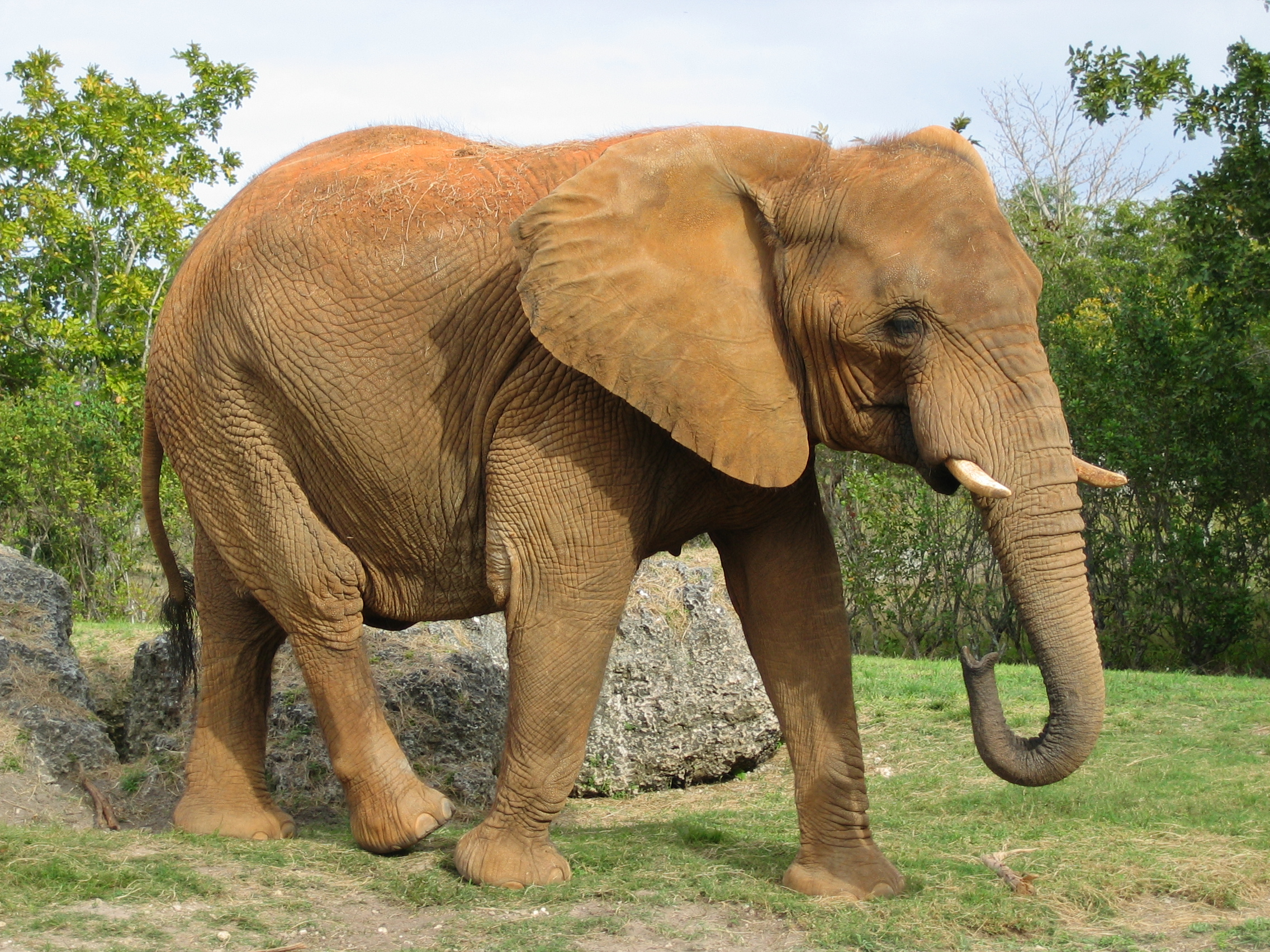
Afrikanischer Elefant als Vertreter der Rüsseltiere, der nächsten Verwandten der Seekühe

Seekühe haben mit den Rüsseltieren gemeinsame, landlebende Vorfahren und bilden entsprechend die Schwestergruppe dieser Tiere. Das Taxon, das sich aus diesen beiden Gruppen bilden lässt, wird als Tethytheria bezeichnet, da sich diese Gruppe evolutionär am Rande der Tethys entwickelte. Begründet wird die Monophylie der Tethytheria durch eine Reihe von Merkmalen, darunter das Fehlen von Schweißdrüsen, das auf einen semiaquatischen Vorfahren der frühesten Elefanten und Seekühe hinweist.
Als nächste Verwandte der Tethyteria werden die Schliefer diskutiert, wobei diese Diskussion noch nicht vollständig abgeschlossen ist. Zusammen mit diesen und einigen ausgestorbenen Taxa bilden sie das Taxon der Paenungulata, die aufgrund molekulargenetischer Daten in die Überordnung der Afrotheria eingeordnet werden. Innerhalb der Säugetiere ergeben sich entsprechend folgende Verwandtschaftsverhältnisse:
|             | Schliefer (Hyracoidea)                                                          |
|             |                                                                                 |
| Tethytheria | \| \| Rüsseltiere (Proboscidea) \| \| \| \| \| \| Seekühe (Sirenia) \| \| \| \| |
|             | \| \| Rüsseltiere (Proboscidea) \| \| \| \| \| \| Seekühe (Sirenia) \| \| \| \| |
|             | Rüsseltiere (Proboscidea)                                                       |
|             |                                                                                 |
|             | Seekühe (Sirenia)                                                               |
|             |                                                                                 |

|  | Rüsseltiere (Proboscidea) |
|  |                           |
|  | Seekühe (Sirenia)         |
|  |                           |

Innerhalb der Seekühe lassen sich zwei Familien unterscheiden:
- die Gabelschwanzseekühe (Dugongidae) umfassen heute nur noch eine lebende Art, den Dugong (Dugong dugon). Bis vor etwa 250 Jahren gab es noch eine weitere, heute aber ausgestorbene Art, Stellers Seekuh (Hydrodamalis gigas).
- die Rundschwanzseekühe (Trichechidae), auch Manatis genannt, umfassen drei Arten in einer Gattung, den Karibik-Manati (Trichechus manatus), den Amazonas-Manati (Trichechus inunguis) und den Afrikanischen Manati (Trichechus senegalensis). Auf eine weitere Art in einem Nebenfluss des brasilianischen Rio Aripuanã, eine „Zwergseekuh“ mit einer Körperlänge von etwa 1,30 Metern, gibt es Hinweise, eine wissenschaftliche Bestätigung steht allerdings bislang aus[1].

## Gefährdung und Schutz
Alle Arten der Seekühe wurden für den Fleischbedarf von den Bewohnern der Küsten ihrer Verbreitungsgebiete gejagt. Dies ist vor allem für die indigenen Völker der nord- und mittelamerikanischen Küsten dokumentiert. Dabei wurden das Fleisch als Nahrung und die Haut und andere Körperteile für weitere Zwecke genutzt. William Dampier, der als britischer Freibeuter und Reisender bekannt wurde, beschrieb in seinen Reiseberichten 1681 das Karibik-Manati aus dem Golf von Mexiko sowie aus den Flüssen Panamas. Dort schilderte er außerdem die Jagd auf die Tiere durch die Miskito und die anschließende Nutzung des Fleisches als Nahrung sowie der derben Haut als Ruderriemen und als Pferdepeitschen. Dabei ist allerdings keine übermäßige Bejagung bekannt, die Jagd erfolgte im Regelfall für den aktuellen Bedarf. Im Gegensatz dazu wurden Stellers Seekühe von ihrer Entdeckung an durch Robbenjäger verfolgt und in großen Stückzahlen getötet. Die letzten Tiere verschwanden 1768, nur 27 Jahre nach ihrer Entdeckung durch Georg Wilhelm Steller.

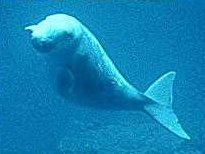
Dugong

Heute werden alle vier lebenden Arten von der IUCN als gefährdet geführt. Die größte Gefährdung geht heute jedoch nicht mehr von einer Bejagung aus, sondern, vor allem für den Karibik-Manati, durch Sportboote, die den Tieren mit ihren Schrauben schwere Verletzungen beim Überfahren zufügen können. Vor allem vor den US-amerikanischen Küsten im Golf von Mexiko wurden aus diesem Grund Schutzgebiete angelegt und durch deutlich sichtbare Schilder kenntlich gemacht; Motorbootverkehr ist in diesen Gebieten nicht erlaubt.
Eine weitere Bedrohung ist das Vordringen des Menschen in ihren Lebensraum; aufgrund ihres Stoffwechsels benötigen Seekühe zur Deckung ihres Energiebedarfs eine immense Menge an Wasserpflanzen und damit verbunden eine entsprechende Wasserqualität, die durch Erschließung ihrer Rückzugsgebiete immer mehr abnimmt. Besonders die Flüsse in Südamerika und Afrika werden immer stärker getrübt und mit Umweltgiften verseucht, pflanzenreiche Rückzugsgebiete werden selten.

## Seekühe in Mythologie, Kunst und Literatur

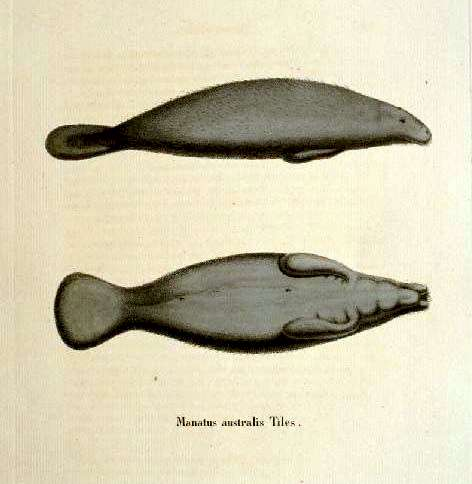
Afrikanischer Manati (Illustration von Johann Andreas Fleischmann)

Immer wieder werden die Seekühe mit den Sirenen oder Meerjungfrauen in der griechischen Mythologie in Zusammenhang gebracht. Da jedoch keine Seekuhart im Mittelmeer und damit im Umfeld der Griechen lebte, ist dieser Zusammenhang ausgeschlossen. Vielmehr gab es bereits zu Zeiten der Babylonier, die Zugang zum Verbreitungsgebiet der Dugongs im Roten Meer hatten, Beschreibungen von Fischmenschen, darunter etwa dem Gott Oannes sowie der Göttinnen Atargatis und Derketo, die sich auch bei den Griechen in Form der Nereiden und Tritonen wiederfanden.
Den ersten Zusammenhang zwischen den Seekühen und den mythischen Meerwesen schaffte offensichtlich Christoph Kolumbus, der im Golf von Mexiko auf Karibik-Manatis stieß und diese als Meerjungfrauen beschrieb. Es wird vermutet, dass diese Assoziation vor allem durch die nahezu brustständigen Zitzen und das auf die Entfernung durch die frontal stehenden Augen menschlich wirkende Gesicht bedingt war. Tatsächlich kann man Seekühe aus der Ferne für badende Menschen halten, der Sirenengesang passt allerdings nicht zu den Seekühen. In seinem Logbuch vermerkte Kolumbus 1493, dass die Sirenen der Karibik weniger schön als bei Horaz seien.
Jules Verne griff die Beschreibung der Seekuh als Meerjungfrau in seinem Werk 20.000 Meilen unter dem Meer auf, bei dem die Protagonisten einem riesigen weiblichen Dugong begegnen und ihn als Meerjungfrau identifizieren. In dem Roman wird der Dugong gejagt und harpuniert, schleift danach das Boot (ein Dingi der Nautilus) hinter sich her und attackiert und zerstört nachfolgend das Boot. Auch in Die geheimnisvolle Insel wird der Dugong als aggressives und gefährliches Tier beschrieben, das einen Hund attackiert, danach jedoch selbst Opfer eines größeren Meeresbewohners wird.
Der bekannte Kryptozoologe Bernard Heuvelmans versuchte die Darstellungen der Seekühe als Meerjungfrauen zu erklären und schrieb 1990:

„Da die Ruderschwanzseekuh ein Paar brustständige Zitzen besitzt – wie ihr Cousin, der Elefant, und auch der Mensch – und ihr Körper sich zu einem fischartigen Schwanz verjüngt, ist sie auf beiden Seiten des Atlantik immer als die faszinierende Meerjungfrau angesehen worden, trotz ihres (in unseren Augen) häßlichen Gesichts – und derselben Zeichen wegen galt sie als kannibalisch und wurde der schlimmsten Verbrechen verdächtigt.“

Vor allem Stellers Seekuh erscheint nach ihrer Ausrottung immer wieder in Büchern und Geschichten. So beschreibt etwa Rudyard Kipling in seiner Geschichte Die weiße Robbe aus dem Dschungelbuch, wie die Hauptfigur Kotick auf ihrer Reise eine Gruppe weidender Riesenseekühe trifft, die ihn zu einem wunderschönen Strand führen. Jeremias Gotthelf verwendete in seinem Buch Uli der Pächter folgendes Bild: „nun kam er auf die Glungge wieder gefahren, wie eine gejagte Seekuh durch das Schilf fährt“. Ludwig Büchner verwendet in seinem Werk Kraft und Stoff die Ausrottung von Stellers Seekuh als Argument, um ein zweckbewusstes Handeln der Natur zu verneinen.

## Film
Die letzten Paradiese: Geheimnisvolle Welt der Seekühe. Dokumentation, 2004, 45 Min., ein Film von Hans Jöchler, Produktion: Bayerisches Fernsehen.